# Імотський
Імотський (хорв. Imotski) — містечко в Хорватії, у центральній Далмації. Центр муніципального утворення Місто Імотський (хорв. Grad Imotski). Розташоване на північній стороні масиву Біоково, який відокремлює його від Адріатичного моря смугою приблизно 50 км. Вперше згадується як Імотський у Х столітті. Перебувало під турецьким пануванням від часу падіння Боснії в 1492 р. до 1717 р., коли було захоплено венеційцями Місто розташоване на кордоні з Боснією і Герцеговиною, неподалік боснійського міста Посуш'є. Найближче прибережне місто — Макарська.
Імотський відомий своєю середньовічною фортецею на скелях Синього озера. Ще одне дивовижне явище — це Червоне озеро, яке має вигляд ока в довколишньому гірському краєвиді. Кажуть, що обидва озера сполучені підземними каналами з Адріатичним морем. На відміну від інших міст в цьому районі, Імотський вже від початку XX століття мав освітню систему, яка складалася з початкової і середньої шкіл. Середню школу було засновано в 1912 році, коли Імотський був частиною Австро-Угорської імперії. Містечко має дуже м'який і приємний клімат з великою кількістю сонячних днів.

## Історія
З 1941 по 1945 р. Імотський входив до складу Незалежної Держави Хорватія. У квітні 1944 року німецькі війська збили три американські B-24. Місцеве населення врятувало стільки американських військовослужбовців, скільки змогло. У 2008 році тутешні жителі вирішили спорудити пам'ятник загиблим воїнам.
Серед солдатів, яких було врятовано, одного звали Мар'ян Дропуліч (Marijan Dropuljić). Людина народилася і виросла в американському штаті Пенсільванія. Батьком Мар'яна був Йосип Дропуліч (Josip Dropuljić) родом з поселення Ґорні-Проложац (Gornji Proložac), який вирушив до Америки в 1910 році. Ґорні-Проложац лежить всього за декілька кілометрів від Імотського.

## Населення
Населення громади за даними перепису 2011 року становило 10764 осіб, 1 з яких назвала рідною українську мову. Населення самого міста становило 4757 осіб.
Динаміка чисельності населення громади:
Динаміка чисельності населення міста:

## Населені пункти
Крім міста Імотський, до громади також входять:
- Доні Виняни
- Главина-Доня
- Главина-Горня
- Горні Виняни
- Медвидовича Драга

## Клімат
Середня річна температура становить 13,65 °C, середня максимальна – 28,85 °C, а середня мінімальна – -1,20 °C. Середня річна кількість опадів – 933 мм. Літо, як правило, дуже жарке в денний час.
Температури понад 10°С тримаються більш ніж 240 днів на рік.
Тут існують два різні види вітру — бора, що приносить холодну і ясну погоду з півночі взимку, та південний юго, який спричиняє дощ улітку.
| Клімат міста                                  | Клімат міста | Клімат міста | Клімат міста | Клімат міста | Клімат міста | Клімат міста | Клімат міста | Клімат міста | Клімат міста | Клімат міста | Клімат міста | Клімат міста | Клімат міста |
| Показник                                      | Січ.         | Лют.         | Бер.         | Квіт.        | Трав.        | Черв.        | Лип.         | Серп.        | Вер.         | Жовт.        | Лист.        | Груд.        |              |
| Середній максимум, °C                         | 9,65         | 10,51        | 14,12        | 18,04        | 22,74        | 26,58        | 28,81        | 28,85        | 23,78        | 18,86        | 13,47        | 10,47        |              |
| Середня температура, °C                       | 4,23         | 5,10         | 8,70         | 12,62        | 17,32        | 21,16        | 23,88        | 23,91        | 18,85        | 13,93        | 8,54         | 5,54         |              |
| Середній мінімум, °C                          | −1,2         | −0,31        | 3,28         | 7,21         | 11,90        | 15,74        | 18,94        | 18,97        | 13,91        | 9,00         | 3,60         | 0,60         |              |
| Норма опадів, мм                              | 82           | 72           | 75           | 80           | 64           | 62           | 44           | 55           | 76           | 102          | 119          | 102          |              |
| Середньомісячна швидкість вітру, м/с          | 1.98         | 2.37         | 2.62         | 2.43         | 2.18         | 1.97         | 2.01         | 1.81         | 1.90         | 1.90         | 2.28         | 2.31         |              |
| Середньомісячна сонячна радіація, кДж/м²·день | 5529         | 8203         | 11945        | 16164        | 19962        | 22605        | 24445        | 21706        | 16115        | 10451        | 6051         | 4689         |              |
| --------------------------------------------- | ------------ | ------------ | ------------ | ------------ | ------------ | ------------ | ------------ | ------------ | ------------ | ------------ | ------------ | ------------ | ------------ |
| Джерело:                                      |              |              |              |              |              |              |              |              |              |              |              |              |              |

## Відомі люди
Найвідоміший уродженець містечка це Звонімір Бобан, капітан хорватської національної збірної з футболу, яка посіла третє місце на Чемпіонаті світу з футболу 1998 р. В Імотському також народився перший спікер парламенту Хорватії Жарко Домлян. Тут зростав і один з найвизначніших хорватських поетів Тін Уєвич. Саме місто є домівкою для футбольного клубу другої хорватської ліги «NK Imotski». Є й інші люди родом з Імотського, що прославилися далеко за межами містечка. У світі культури та розваг це естрадна співачка Неда Украден та кінорежисер Антун Врдоляк. У спорті це тенісистка Сільвія Талая і футболіст Томіслав Бушич. Батько колишнього капітана канадської національної чоловічої хокейної команди Джо Сакіка Мар'ян Сакік теж походить з Імотського. Знаменитий боксер Мате Парлов народився недалеко від Імотського в селі Річиці, а відомий борець за незалежність Хорватії Звонко Бушич тут закінчував гімназію. Останній міністр оборони СФРЮ Велько Кадієвич народився в селі Главина-Доня, що поблизу Імотського.